# Nemastygnus
Nemastygnus is een geslacht van hooiwagens uit de familie Agoristenidae.
De wetenschappelijke naam Nemastygnus is voor het eerst geldig gepubliceerd door Roewer in 1929. 

## Soorten
Nemastygnus is monotypisch en omvat slechts de volgende soort:
- Nemastygnus ovalis